# Velebudická výsypka
Velebudická výsypka je název rekultivované důlní výsypky, která se nachází na jižním okraji města Mostu. Výsypka zabírá plochu 785 ha a její objem činí 237 miliónů m³. Název je odvozen od obce Velebudice, která se nacházela několik set metrů severně od výsypky. Na výsypce se dnes nachází dostihové závodiště Hipodrom Most a golfové hřiště. Výsypka je rekultivována pro příměstskou rekreaci.

## Historie
Výsypka byla založena v roce 1955 pro skrývku povrchového dolu Jan Šverma v prostoru mezi obcemi Velebudice a Skyřice na severu, Židovice na východě a Lišnice na jihu a byla v provozu do roku 1995. První lesnické rekultivace byly zahájeny již v roce 1965 (ovšem pouze okrajové části). Při rozšiřování výsypky byla v sedmdesátých letech 20. století zlikvidována obec Židovice a její osady Kamenná Voda a Stránce.
Od roku 1973 se počítalo s využitím výsypky na výstavbu koňské dostihové dráhy. V roce 1986 byla vytvořena urbanistická studie řešící celkovou rekultivaci výsypky, která zahrnovala i dostihový areál jako dominantní plochu. V roce 1995 byla studie aktualizována. Studie původně počítala s pěti hlavními plochami na výsypce:
- dostihové závodiště (82 ha)
- lesopark (152 ha) včetně golfového areálu
- farma pro chov dostihových koní (145 ha)
- zemědělské a lesní pozemky (360 ha)
- naučný park (45 ha)

V provozu jsou dostihové závodiště (od roku 1997) a devítijamkové golfové hřiště, které od roku 1993 provozuje občanské sdružení I. Golf Club Most.

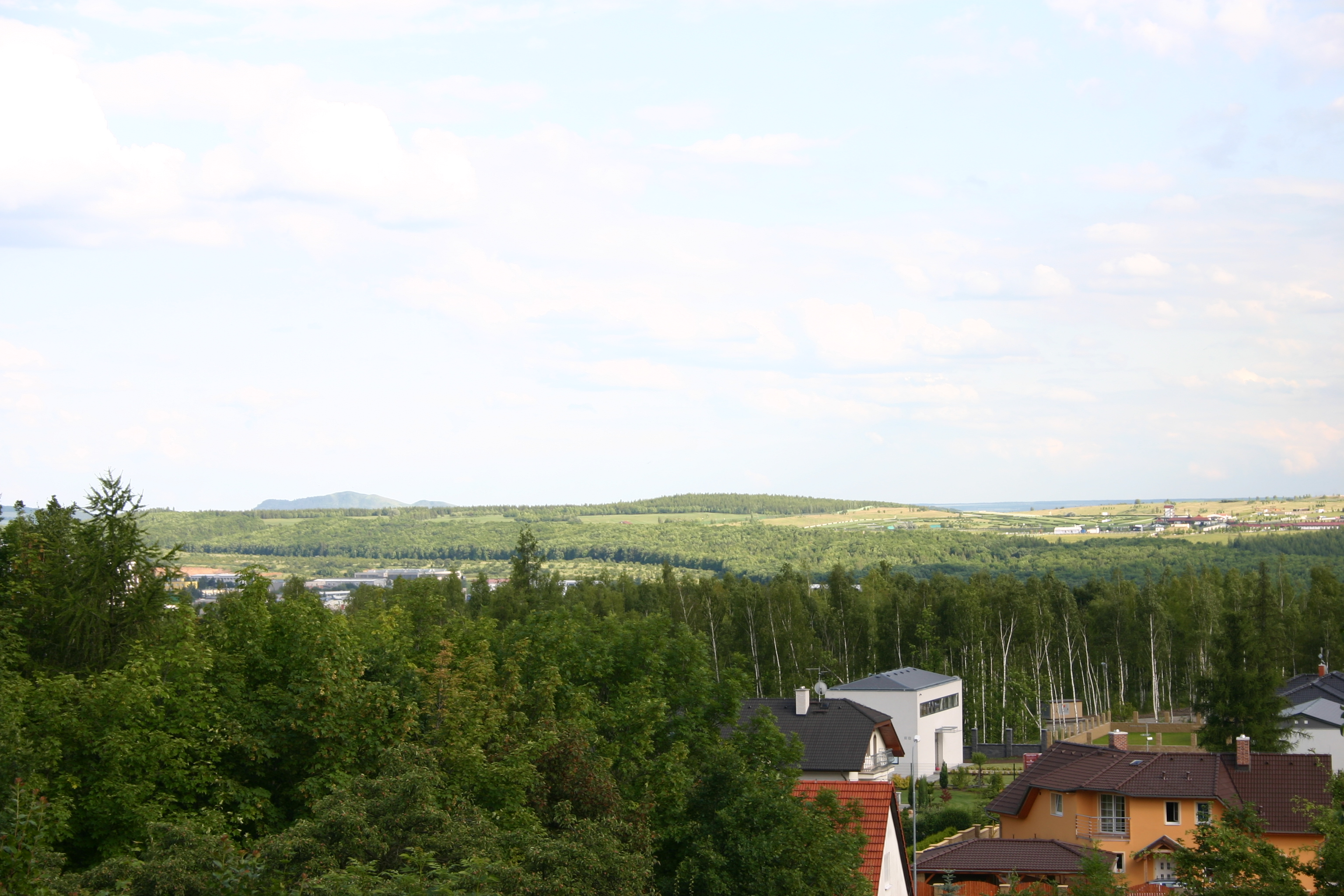
Výsypka od severozápadu z úbočí vrchu Ressl

## Výsypky v okrese Most
- Čepirožská výsypka
- Hornojiřetínská výsypka
- Kopistská výsypka
- Růžodolská výsypka
- Střimická výsypka
- Výsypka Malé Březno